# Estela de Mesas do Castelinho

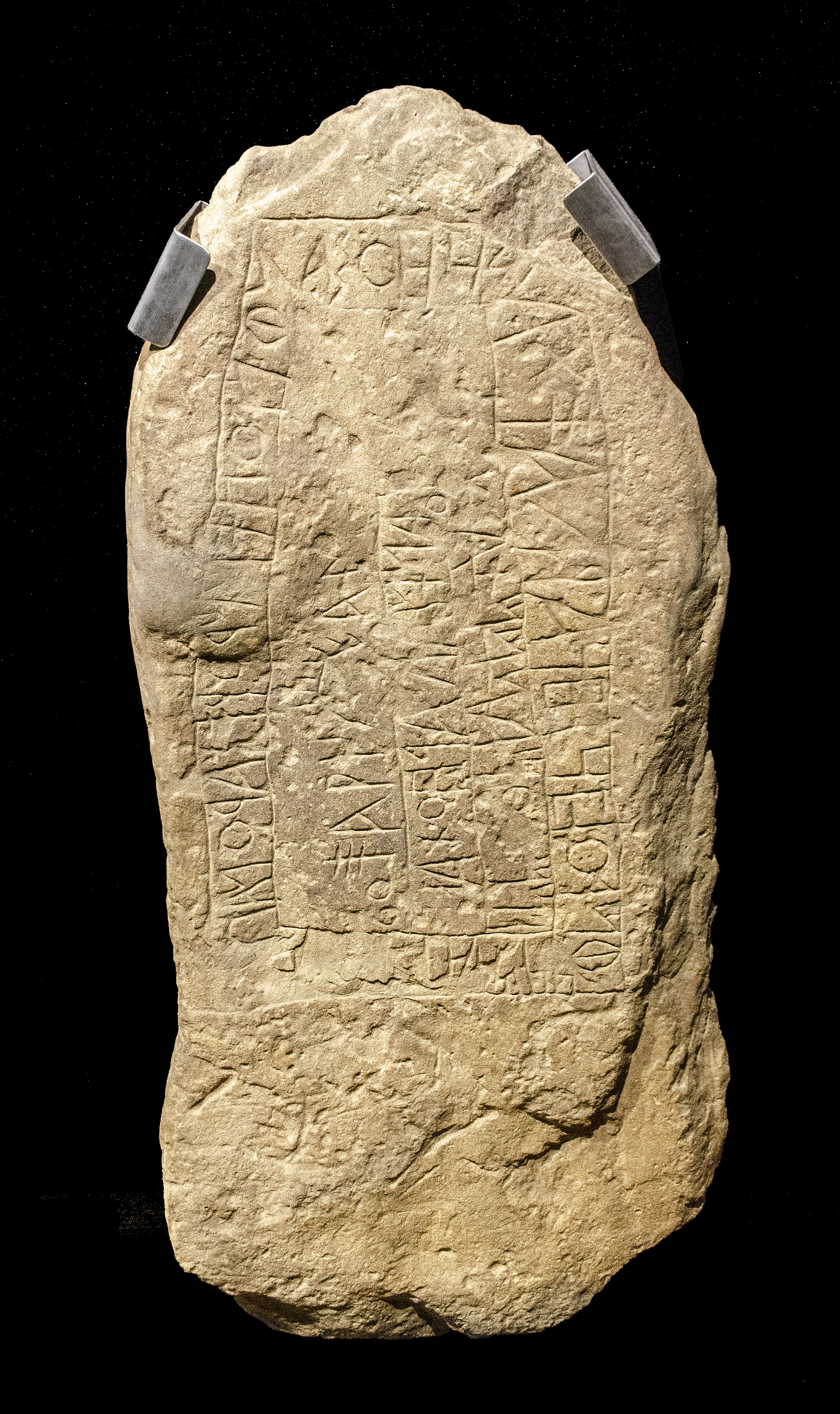
Estela de Mesas do Castelinho.

La estela de Mesas do Castelinho es una estela funeraria con una inscripción en escritura tartésica, encontrada en 2008 en el sitio arqueológico de Mesas do Castelinho, Almodôvar, Portugal. Constituye la más extensa muestra de texto encontrada de este tipo de escritura.

## Características
De acuerdo con la investigación arqueológica, la estela fue reutilizada en una de las sepulturas de la fase tardo-romana siglos después de su creación. El monumento epigráfico presenta, como dimensiones máximas, 112 cm de altura x 51 cm de largo x 9 cm de grosor. 
La inscripción contiene un texto con una única línea que se inicia en sentido ascendente y progresa desde el exterior hacia el interior en espiral. El texto grabado constituye cerca de dos tercios de la superficie frontal y, con un total de 82 signos, 80 de los cuales de valor fonético identificable, constituye el más extenso texto encontrado empleando la escritura tartésica.
Una réplica a escala de la estela se aloja en el Museo de la Escritura del Suroeste en Almodôvar, Portugal.

## Galería

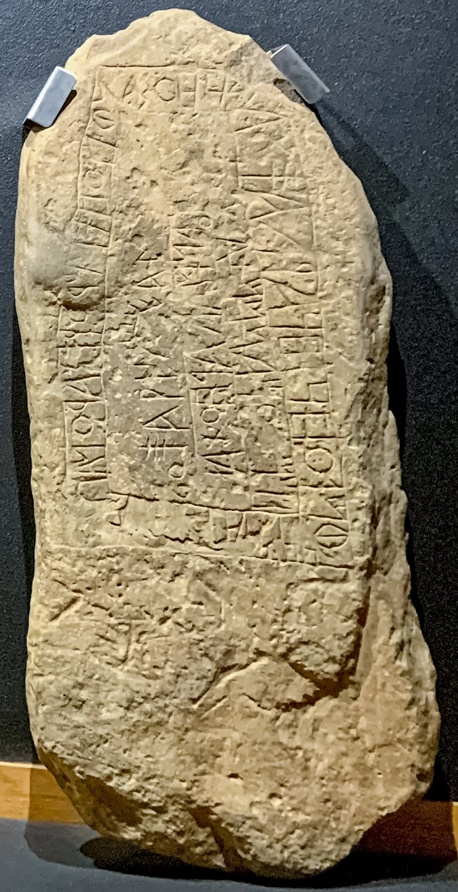
Réplica de la estela